# Брук, Генри (писатель)
Сэр Генри Брук (англ. Henry Brooke, 1703, графство Кэвен, Ирландия — 10 октября 1783, Дублин) — английский драматург, поэт, прозаик ирландского происхождения и переводчик.

## Биография
Родился в семье священника в Ирландии в графстве Кэвен. Был воспитан Томасом Шериданом, другом Д. Свифта, дедом известного Ричарда Шеридана. Обучался в дублинском Тринити-колледже, затем изучал право в Лондоне.
Его первое сочинение: «Universal Beauty, a philosophical Poem» (1735), исправленное А. Поупом, было встречено публикой сочувственно. Представленный лордом Чатамом принцу Уэльскому, Г. Брук приобрёл расположение последнего и вращался в лучших литературных кругах Лондона.
В 1740 году возвратился в свое ирландское имение, где полностью посвятил себя литературному труду.
Во многом близок к О. Голдсмиту; являясь представителем социально-философского романа, в то же время во многом предварял романтизм.
Постановка лучшей его драмы «Gustavus Vasa» (1739) была запрещена по политическим соображениям; но за свой роман «The fool of quality, or the history of Henry of Moreland» (5 томов, 1760) автор был награждён премией. Кроме того, он написал: «Farmer’s letters» (1745), подражание известным «Drapier’s letters» Свифта; сборник «Fairy tales» (2 т., 1760); «The trial of the roman catholics» (1762) в католическом духе и др.
Г. Брук также перевел первые три песни Тассо (1737). Собрание его сочинений было издано его дочерью (4 т., 1792).